# ما قبل التاريخ بسيبيريا
تتميز عصور ما قبل التاريخ في سيبيريا بوجود عدة ثقافات متميزة. في العصر النحاسي، كانت ثقافات غرب وجنوب سيبيريا السائدة هي ثقافة الريف، وسيطر الصيادون وجامعو الثمار على التايغا الشرقية والتندرا حتى أواخر العصور الوسطى وما بعدها. تشير التغييرات الجوهرية في المجتمع والاقتصاد والفن إلى تطور الثقافة البدوية في سهول آسيا الوسطى في الألفية الأولى قبل الميلاد.

## تاريخ البحث
بدأ البحث العلمي في الخلفية الأثرية للمنطقة الواقعة بين جبال الأورال والمحيط الهادئ في عهد بطرس الأكبر (1682-1725)، الذي أمر بجمع كنوز ذهب السكوثيين وأنقذ محتويات العديد من المقابر المسروقة قبل ذوبانها. خلال فترة حكمه، كُلِّفَت عدة بعثات بالبحث العلمي والأنثربولوجي واللغوي في سيبيريا، بما في ذلك بعثة كامتشاتكا الثانية التابعة للدنماركي فيتوس بيرينغ (1733-1743). اهتم العلماء أيضًا بعلم الآثار ونفذوا أول حفريات أثرية في كورغان سيبيريا. بعد انخفاض الاهتمام مؤقتًا في النصف الأول من القرن التاسع عشر، وصل البحث الأثري في سيبيريا إلى آفاق جديدة في أواخر القرن نفسه. كانت أعمال الحفر مكثفة بشكل خاص في جنوب سيبيريا ووسط آسيا. خلقت نتائج ثورة أكتوبر 1917 ظروفًا مختلفة وكثيرًا ما كانت مقيدة للبحث الأثري، ولكنها أدت إلى إطلاق مشاريع أكبر، وخاصة أعمال الحفر الناجمة عن مشاريع البناء الضخمة. في النهاية، استكشفت جميع مناطق الاتحاد السوفيتي خصوصًا المناطق النائية مثل سخا وتشوكوتكا من الناحية الأثرية، واستمرت عمليات الاستكشاف بعد الحرب العالمية الثانية. بعد انهيار الاتحاد السوفيتي في عام 1991، أصبح التعاون المكثف مع دول الغرب في المجال ممكنًا.

## التضاريس
تتميز سيبيريا بتنوع كبير في المناخ والنباتات والمناظر الطبيعية. يحد سيبيريا في الغرب جبال الأورال. من هناك، تمتد الأراضي المنخفضة في غرب سيبيريا إلى الشرق، وصولًا إلى نهر ينسي، الذي تقع المرتفعات السيبيرية الوسطى خلفه. يحد المرتفعات في الشرق حوض نهر لينا. تحد سيبيريا في الجنوب سلسلة جبلية وعرة تمتد إلى الجنوب الغربي من جبال كازاخستان. يتغير المناخ في سيبيريا كثيرًا. تعد ياقوتيا الواقعة شمال شرق لينا من بين أبرد الأماكن على الأرض، ولكن كل عام قد تتغير درجات الحرارة فيها لأكثر من 50 درجة من درجة حرارة تصل إلى -50 درجة مئوية في الشتاء إلى أكثر من +20 درجة مئوية في الصيف. إن معدل هطول الأمطار فيها منخفض جدًا. وينطبق هذا أيضًا على الجنوب الغربي، حيث تتاخم السهول والصحاري وشبه الصحاري بعضها البعض.
يمكن الزراعة في سيبيريا دون الحاجة إلى ري صناعي في المناطق الواقعة بين 50 درجة و 60 درجة شمالًا. يعتبر الوضع المناخي مسؤولًا عن الطبيعة الحيوية المختلفة للمنطقة. في القسم الشمالي، توجد تندرا مع حد أدنى من الغطاء النباتي. باستثناء المناطق الجبلية، تعد غابات التايغا الشمالية أكبر جزء من سيبيريا. كان الوضع مختلفًا قبل بداية الهولوسيني منذ حوالي 12 ألف عام. خلال فترة التجمد الفايسلي (منذ ما قبل 115000 سنة إلى 15000 سنة مضت)، امتدت الصفائح الجليدية إلى الجنوب، وغطت صفيحة جليدية جبال الأورال والمنطقة إلى شرق نهر ينسي السفلي.

## الثقافات

### سيبيريا قبل العصر الحجري النحاسي
تعود أقدم الاكتشافات الأثرية المعروفة من سيبيريا إلى العصر الحجري القديم السفلي. عثر على أماكن تخزين تعود لأوائل العصر الحجري الحديث في أماكن مختلفة غرب سيبيريا ومنطقة بايكال وياقوتيا، ويعتقد أنها ظلت تستخدم لقرون. إلى جانب مستوطنات الخيام التي لا تترك آثارًا في الأرض، كانت هناك أيضًا أكواخ، غالبًا ما تكون محفورة قليلًا في الأرض، وكانت جدرانها وسقوفها مصنوعة من عظام الحيوانات وقرون الرنة. صُنعت الأدوات والأسلحة في الغالب من الصوان والأردواز والعظام، مع وجود قليل من الاختلافات الملحوظة بينها على الرغم من الاختلاف الهائل بين نطاقيها الزمني والجغرافي. في بعض المستوطنات، عثر على أعمال فنية تضم منحوتات بشرية وحيوانية وتجريدية. كان معظم سكان سيبيريا من العصر الحجري القديم والميزوليتي من الصيادين، وكانت فرائسهم تتكون من الماموث والرنة، وأحيانًا الأسماك أيضًا. في الألفية السادسة قبل الميلاد، انتشر الفخار في جميع أنحاء سيبيريا، واعتبر العلماء ذلك بداية العصر الحجري الحديث السيبيري. على عكس أوروبا والشرق الأدنى، لم يغير هذا الحدث كثيرًا في نمط الحياة أو الاقتصاد أو الثقافة.